# Anolis purpurescens
Anolis purpurescens este o specie de șopârle din genul Anolis, familia Polychrotidae, descrisă de Cope 1899. Conform Catalogue of Life specia Anolis purpurescens nu are subspecii cunoscute.